# Pere Costa i Musté
Pere Costa i Musté   (Barcelona, 19 d'agost de 1941 - Torrelodones, 8 de juny de 2016) fou un guionista, productor i director de cinema i televisió català. Va dirigir, produir i escriure guions de diversos curtmetratges, llargmetratges i sèries de televisió en els quals s'albira els seus inicis com a cronista de successos.

## Inicis
El 1958 va iniciar la carrera d'Econòmiques i va dirigir el Teatro Español Universitario (TEU) de la Facultat d'Econòmiques. En 1962, es va matricular en Direcció en l'Escola Oficial de Cinematografia (EOC) finalitzant la diplomatura en 1968.
La tardor de 1967 llança un Manifest en què proposa "la creació d'un cinema lliure i independent de qualsevol grup polític o burocràtic" en una Jornades en Sitges impulsades per ell mateix. Davant la dificultat de debutar al cinema, fonamentalment a causa dels problemes de censura, opta per dedicar-se al periodisme.

## Etapa com a periodista
Els seus primers passos en el periodisme són com a cronista de successos en el setmanari El Caso. Al desembre de 1970, escriu una crònica sobre el Procés de Burgos que compta amb gran repercussió i li proporciona un treball com a periodista de recerca per a la revista Cambio 16.
En 1974 deixa el seu lloc a Cambio 16 es decideix a llançar Posible, una revista d'informació política. L'acompanyen en el projecte Cuco Cerecedo, Miguel Ángel Aguilar i Alfonso Palomares. Combina aquest treball amb la creació d'API, un butlletí clandestí independent.
En 1977, Antonio Asensio Pizarro el contracta per llançar Interviú i uns anys més tard, en 1980, es trasllada als Estats Units com a corresponsal del Grup Zeta. Torna a Espanya en 1982 i amb el canvi de govern, decideix dedicar-se novament al cinema.

## Cinema

### Director
En 1983, escriu i dirigeix la seva primera pel·lícula El caso Almería que aconseguiria el premi a la millor òpera primera en el Festival de Taormina (Itàlia). Aquests són els llargmetratges que ha escrit i dirigit:
- El caso Almería (1984)
- Redondela (1986; sobre el cas Reace)
- ¡Que vienen los Beatles! (España 1965) (1994) codirigida amb José Ramón da Cruz
- Una casa en las afueras (1995)
- El crimen del cine Oriente (1996)
- Los que quisieron matar a Franco (documental) (2006)
- Historia de una foto (documental) (2009)

### Guionista
A més d'escriure els guions de les seves pel·lícules, també ha col·laborat en els guions de les següents pel·lícules que, igualment, ha produït:
- Amantes (1991) de Vicente Aranda
- La buena estrella (1997) de Ricardo Franco
- Intruso (1993) de Vicente Aranda
- Pídele cuentas al Rey (1999) de José Antonio Quirós
- La vida de nadie (2002) d'Eduard Cortés
- Las 13 rosas (2007) d'Emilio Martínez Lázaro
- ¡ATRACO! (2012) d'Eduard Cortés

### Productor
En 1983 crea Pedro Costa Producciones Cinematográficas, que va produir dels següents llargmetratges:
- Redondela (1986) de Pedro Costa
- Amantes (1991) de Vicente Aranda
- Intruso (1993) de Vicente Aranda
- Una casa en las afueras (1995) de Pere Costa
- El crimen del cine Oriente (1996) de Pere Costa
- La buena estrella (1997) de Ricardo Franco
- Pídele cuentas al Rey (1999) de José Antonio Quirós
- Juana la Loca (2000) de Vicente Aranda
- El vientre de Juliette (2001) de Martin Provost
- La vida de nadie (2002) d'Eduard Cortés
- Platillos volantes (2003) d'Óscar Aibar
- Otros días vendrán (2004) d'Eduard Cortés
- Pasos (2005) de Federico Luppi
- Los que quisieron matar a Franco (2006) de Pedro Costa
- Can Tunis (2006) de José González Morandi i Paco Toledo
- Las 13 Rosas (2007) d'Emilio Martínez Lázaro
- Historia de una foto (2009) de Pere Costa
- ¡ATRACO! (2012) d'Eduard Cortés

## Televisió
La seva tasca en la televisió ha estat reconeguda amb alguns premis. Ha escrit, produït i dirigit sèries de televisió, telemovies i documentals entre d'altres.
- La huella del crimen (sèrie rodada en diverses etapes amb un total de 15 capítols fins a la data)

1984, sis capítols
- El crimen de la calle Fuencarral d'Angelino Fons
- El caso de las envenenadas de Valencia de Pedro Olea
- Jarabo de Juan Antonio Bardem
- El crimen del capitán Sánchez de Vicente Aranda
- El caso del cadáver descuartizado de Ricardo Franco
- El caso del Procurador enamorado de Pedro Costa

1989, cinc capítols
- El crimen de don Benito d'Antonio Drove
- El crimen del Expreso de Andalucía d'Imanol Uribe
- El crimen de las estanqueras de Sevilla de Ricardo Franco
- El crimen de Perpignan de Rafael Moleón
- El crimen de Carmen Broto de Pedro Costa

Altres capítols
- El caso Wanninkhof (2008) de Fernando Cámara i Pere Costa
- El crimen de los marqueses de Urquijo (2009) de F. Cámara i P. Costa
- El asesino dentro del círculo (2009) de F. Cámara i P. Costa
- El secuestro de Anabel (200) de Luis Oliveros i Pedro Costa

Altres sèries
- Robles, investigador (2000)
- Plutón BRBNERO (2008) de Álex de la Iglesia

Telefilms
- Mi hijo Arturo (2001) de Pere Costa
- Lazos de sangre (2001) de Pere Costa
- Acosada (2002) de Pere Costa
- La noche del escorpión (2002) d'Eva Lesmes
- Mis estimadas víctimas(2004)) de Pere Costa

## Premi
- 1983: Millor òpera prima al Festival de Taormina per "El Caso Almería"
- 1985: Millor sèrie de l'any per "La Huella del Crimen"
- 1992: Goya a la millor pel·lícula per Amantes
- 1997: Goya a la millor pel·lícula per La buena estrella
- 1998: Millor productor del cinema espanyol concedit per EGEDA
- 2003: Millor TVMovie de l'any concedit per l'Acadèmia de Televisió per "Lazos de Sangre"